# دهستان گتنا
دهستان گتنا (به لاتین: Getena Gewog) یک دهستان در کشور بوتان است که در ناحیهٔ چوخا واقع شده‌است. دهستان گتنا ۲۱۴ کیلومتر مربع مساحت دارد.